# Condado de Carter (Oklahoma)
El condado de Carter (en inglés: Carter County), fundado en 1907, es un condado del estado estadounidense de Oklahoma. En el año 2000 tenía una población de 45.621 habitantes con una densidad de población de 21 personas por km². La sede del condado es Ardmore.

## Geografía
Según la oficina del censo el condado tiene una superficie total de 2159 km² (833,6 mi²), de los que 2134 km² (823,9 mi²) son tierra y 26 km² (10,0 mi²) (1,19%) son agua.

### Condados adyacentes
- Condado de Garvin - norte
- Condado de Murray - noreste
- Condado de Johnston - este
- Condado de Marshall - sureste
- Condado de Love - sur
- Condado de Jefferson - suroeste
- Condado de Stephens - noreste

### Principales carreteras y autopistas
| - Interestatal 35 - U.S. Autopista 70 - U.S. Autopista 77 - U.S. Autopista 177 | - Autopista estatal 7 - Autopista estatal 53 - Autopista estatal 74 - Autopista estatal 76 |

## Demografía
Según el censo del 2000 la renta per cápita media de los habitantes del condado era de 29.405 dólares y el ingreso medio de una familia era de 36.729 dólares. En el año 2000 los hombres tenían unos ingresos anuales 30.018 dólares frente a los 20.877 dólares que percibían las mujeres. El ingreso por habitante era de 15.511 dólares y alrededor de un 16,60% de la población estaba bajo el umbral de pobreza nacional.

## Ciudades y pueblos
- Ardmore
- Dickson
- Dripping Springs
- Gene Autry
- Healdton
- Lone Grove
- Ratliff City
- Springer
- Tatums
- Wilson